# Dominique Mathieu
Dominique Joseph Mathieu, OFM Conv. (Arlon, 13. lipnja 1963.) belgijski je katolički prelat koji od 2021. služi kao nadbiskup Teherana-Isfahana. Član je Reda manje braće konventualaca.
Papa Franjo ga je 7. prosinca 2024. proglasio kardinalom, dodijelivši mu kao članu reda svećenika kardinala naslov Santa Giovanna Antida Thouret.